# アヴェトラーナ
アヴェトラーナ（イタリア語: Avetrana）は、イタリア共和国プッリャ州ターラント県にある、人口約6,500人の基礎自治体（コムーネ）。

## 地理

### 位置・広がり
ターラント県東端のコムーネ。アヴェトラーナの街は、ブリンディジから南西へ約36km、レッチェから西へ約38km、県都ターラントから南南東へ約43km、州都バーリから南東へ約112kmの距離にある。

#### 隣接コムーネ
隣接するコムーネは以下の通り。BRはブリンディジ県、LEはレッチェ県所属を示す。
- エルキエ (BR) - 北
- サン・パンクラーツィオ・サレンティーノ (BR) - 北東
- サリーチェ・サレンティーノ (LE) - 東
- ナルド (LE) - 南東
- ポルト・チェザーレオ (LE) - 南東
- マンドゥーリア - 北西